# Shādemāneh
Shādemāneh (persiska: شادمانِه, شَمُنَ, سادمان, شِينونِه, شادمانه) är en ort i Iran.   Den ligger i provinsen Hamadan, i den nordvästra delen av landet, 300 km sydväst om huvudstaden Teheran. Shādemāneh ligger 1 884 meter över havet och antalet invånare är 129.
Terrängen runt Shādemāneh är varierad.Runt Shādemāneh är det ganska tätbefolkat, med 124 invånare per kvadratkilometer. Närmaste större samhälle är Barzūl, 16,7 km söder om Shādemāneh. Trakten runt Shādemāneh består i huvudsak av gräsmarker.